# Marco – Über Meere und Berge
Marco – Über Meere und Berge ist eine sechsteilige Weihnachtsserie des ZDF aus dem Jahr 1991 unter der Regie von Pino Passalacqua. Die Verfilmung war eine deutsch-italienische Koproduktion auf Grundlage einer Erzählung aus dem Kinderbuch Cuore von Edmondo De Amicis. Der italienische Originaltitel lautet Dagli Appennini alle Ande. Das Drehbuch schrieb Roberta Colombo. Eine weitere Verfilmung der Geschichte ist die Animeserie Marco von 1976.

## Handlung
Der 13-jährige Marco lebt den Großteil des Jahres in einem Schweizer Internat. Als er seinen Vater Vittorio über die Weihnachtstage in der Lagunenstadt Venedig besucht, sieht er durch Zufall spätabends eine Reportage über die Opfer der argentinischen Militärdiktatur. Er glaubt, auf einem Foto seine Mutter Beatriz zu erkennen, die er nie kennengelernt hat und die in Argentinien zu den Desaparecidos (Verschwundenen) zählt.
Marco beginnt daraufhin zu glauben, seine Mutter sei noch am Leben. Als er seinem Vater von der abenteuerlichen Entdeckung erzählen will, ist dieser nicht da: Er hat einen Herzinfarkt erlitten und man hat ihn ins Krankenhaus gebracht.
Marco beschließt daraufhin seine Mutter allein zu suchen und nimmt zuerst mit Antonio Godoy, einem argentinischen Freund seines Vaters, Kontakt auf. Mit einer gefälschten Unterschrift auf dem Flugticket schafft es Marco tatsächlich nach Argentinien zu kommen. In der Familie Antonio Godoys wird er sehr liebevoll aufgenommen. Der Freund seines Vaters fährt mit Marco durch das Land, doch bald wird klar, dass Godoy nicht der Ehrenmann ist, für den ihn alle halten. Er hat große Angst, dass seine eigene Vergangenheit ans Licht kommen könnte und will Marco durch zwei finstere Männer einschüchtern, die nachts in sein Hotelzimmer einbrechen.
Marco gelingt es zu fliehen. Daraufhin beginnt für ihn eine abenteuerliche Odyssee durch das Land seiner Mutter: zu Fuß, zu Schiff, auf dem Pferd und mit der Eisenbahn. Mehr als einmal ist Marco dabei blinder Passagier und gerät in lebensbedrohliche Situationen. Nicht alle Menschen, denen er sich anschließt (Jahrmarktsverkäufer, Kapitän, Gauchos, Kinderbande), sind ihm wohlgesinnt. Aber er trifft auch immer wieder auf Menschen, die ihm weiterhelfen und die an ihn glauben. Am Ende ist es der Zufall, der ihn und seinen Vater, der mittlerweile genesen und Marco nachgereist ist, in ein Sanatorium für die Opfer des Militärregimes führt und ihre Reise glücklich enden lässt.